# RGS4
Regulator G proteinske signalizacije 4 (RGS4) je protein koji reguliše G proteinsku signalizaciju. Brojne sudije su ukazale na vezu  gena sa šizofrenijom, mada postoje i studije koje nisu ustanovile vezu.
RGS4 je takođe od interesa kao jedan od tri glavna RGS proteina (zajedno sa RGS9 i RGS17) koji učestvuju u terminaciji signalizacije mi opioidnog receptora, i moguće je da je značajan u razvoju tolerancije na opioidne lekove.

## Inhibitori
- ciklični peptidi[13]
- [14]

## Interakcije
Za RGS4 je pokazano da interaguje sa ERBB3,  i COPB2.

## Literatura
- Levitt P; Ebert P; Mirnics K;  . (2006). „Making the case for a candidate vulnerability gene in schizophrenia: Convergent evidence for regulator of G-protein signaling 4 (RGS4).”. Biol. Psychiatry. 60 (6): 534—7. PMID 16860780. doi:10.1016/j.biopsych.2006.04.028.
- Druey KM, Blumer KJ, Kang VH, Kehrl JH (1996). „Inhibition of G-protein-mediated MAP kinase activation by a new mammalian gene family.”. Nature. 379 (6567): 742—6. PMID 8602223. doi:10.1038/379742a0.
- Berman DM, Wilkie TM, Gilman AG (1996). „GAIP and RGS4 are GTPase-activating proteins for the Gi subfamily of G protein alpha subunits.”. Cell. 86 (3): 445—52. PMID 8756726. doi:10.1016/S0092-8674(00)80117-8.
- Heximer SP; Watson N; Linder ME;  . (1998). „RGS2/G0S8 is a selective inhibitor of Gqalpha function.”. Proc. Natl. Acad. Sci. U.S.A. 94 (26): 14389—93. PMC 24991 . PMID 9405622. doi:10.1073/pnas.94.26.14389.
- Srinivasa SP, Bernstein LS, Blumer KJ, Linder ME (1998). „Plasma membrane localization is required for RGS4 function in Saccharomyces cerevisiae.”. Proc. Natl. Acad. Sci. U.S.A. 95 (10): 5584—9. PMC 20421 . PMID 9576926. doi:10.1073/pnas.95.10.5584.
- Druey KM; Sullivan BM; Brown D;  . (1998). „Expression of GTPase-deficient Gialpha2 results in translocation of cytoplasmic RGS4 to the plasma membrane.”. J. Biol. Chem. 273 (29): 18405—10. PMID 9660808. doi:10.1074/jbc.273.29.18405.
- Faraone SV; Matise T; Svrakic D;  . (1998). „Genome scan of European-American schizophrenia pedigrees: results of the NIMH Genetics Initiative and Millennium Consortium.”. Am. J. Med. Genet. 81 (4): 290—5. PMID 9674973. doi:10.1002/(SICI)1096-8628(19980710)81:4<290::AID-AJMG3>3.0.CO;2-Y.
- Wang J; Ducret A; Tu Y;  . (1998). „RGSZ1, a Gz-selective RGS protein in brain. Structure, membrane association, regulation by Galphaz phosphorylation, and relationship to a Gz gtpase-activating protein subfamily.”. J. Biol. Chem. 273 (40): 26014—25. PMID 9748280. doi:10.1074/jbc.273.40.26014.
- Shaw SH; Kelly M; Smith AB;  . (1998). „A genome-wide search for schizophrenia susceptibility genes.”. Am. J. Med. Genet. 81 (5): 364—76. PMID 9754621. doi:10.1002/(SICI)1096-8628(19980907)81:5<364::AID-AJMG4>3.0.CO;2-T.
- Posner BA; Mukhopadhyay S; Tesmer JJ;  . (1999). „Modulation of the affinity and selectivity of RGS protein interaction with G alpha subunits by a conserved asparagine/serine residue.”. Biochemistry. 38 (24): 7773—9. PMID 10387017. doi:10.1021/bi9906367.
- Tu Y, Popov S, Slaughter C, Ross EM (2000). „Palmitoylation of a conserved cysteine in the regulator of G protein signaling (RGS) domain modulates the GTPase-activating activity of RGS4 and RGS10.”. J. Biol. Chem. 274 (53): 38260—7. PMID 10608901. doi:10.1074/jbc.274.53.38260.
- Moy FJ; Chanda PK; Cockett MI;  . (2000). „1H, 15N, 13C, and 13CO assignments and secondary structure determination of RGS4.”. J. Biomol. NMR. 15 (4): 339—40. PMID 10685342. doi:10.1023/A:1008343609739.
- Popov SG, Krishna UM, Falck JR, Wilkie TM (2000). „Ca2+/Calmodulin reverses phosphatidylinositol 3,4, 5-trisphosphate-dependent inhibition of regulators of G protein-signaling GTPase-activating protein activity.”. J. Biol. Chem. 275 (25): 18962—8. PMID 10747990. doi:10.1074/jbc.M001128200.
- Ekelund J; Lichtermann D; Hovatta I;  . (2000). „Genome-wide scan for schizophrenia in the Finnish population: evidence for a locus on chromosome 7q22.”. Hum. Mol. Genet. 9 (7): 1049—57. PMID 10767329. doi:10.1093/hmg/9.7.1049.
- Brzustowicz LM; Hodgkinson KA; Chow EW;  . (2000). „Location of a major susceptibility locus for familial schizophrenia on chromosome 1q21-q22.”. Science. 288 (5466): 678—82. PMID 10784452. doi:10.1126/science.288.5466.678.
- Chatterjee TK, Fisher RA (2000). „Cytoplasmic, nuclear, and golgi localization of RGS proteins. Evidence for N-terminal and RGS domain sequences as intracellular targeting motifs.”. J. Biol. Chem. 275 (31): 24013—21. PMID 10791963. doi:10.1074/jbc.M002082200.
- Chatterjee TK, Fisher RA (2000). „Novel alternative splicing and nuclear localization of human RGS12 gene products.”. J. Biol. Chem. 275 (38): 29660—71. PMID 10869340. doi:10.1074/jbc.M000330200.
- Sullivan BM; Harrison-Lavoie KJ; Marshansky V;  . (2000). „RGS4 and RGS2 bind coatomer and inhibit COPI association with Golgi membranes and intracellular transport.”. Mol. Biol. Cell. 11 (9): 3155—68. PMC 14982 . PMID 10982407.
- Dowal L; Elliott J; Popov S;  . (2001). „Determination of the contact energies between a regulator of G protein signaling and G protein subunits and phospholipase C beta 1.”. Biochemistry. 40 (2): 414—21. PMID 11148035. doi:10.1021/bi001923.
- Richardson RM, Marjoram RJ, Barr AJ, Snyderman R (2001). „RGS4 inhibits platelet-activating factor receptor phosphorylation and cellular responses.”. Biochemistry. 40 (12): 3583—8. PMID 11297424. doi:10.1021/bi0019242.